# Raz-de-marée de Noël en 1717
Le raz-de-marée de Noël est une catastrophe survenue à la fin l'année 1717 en raison de la grande marée de Noël et d'une onde de tempête associée. Entre les Pays-Bas et le Danemark, de nombreuses ruptures de barrages ont provoqué des inondations dévastatrices. De Tønder dans le nord du Duché de Schleswig à Emden en Frise orientale environ 9 000 personnes ont été noyées, 2 500 aux Pays-Bas. Le drame de l'inondation a été ensuite accru par la tempête de la nuit du 25 au 26 février 1718.

## Voir aussi

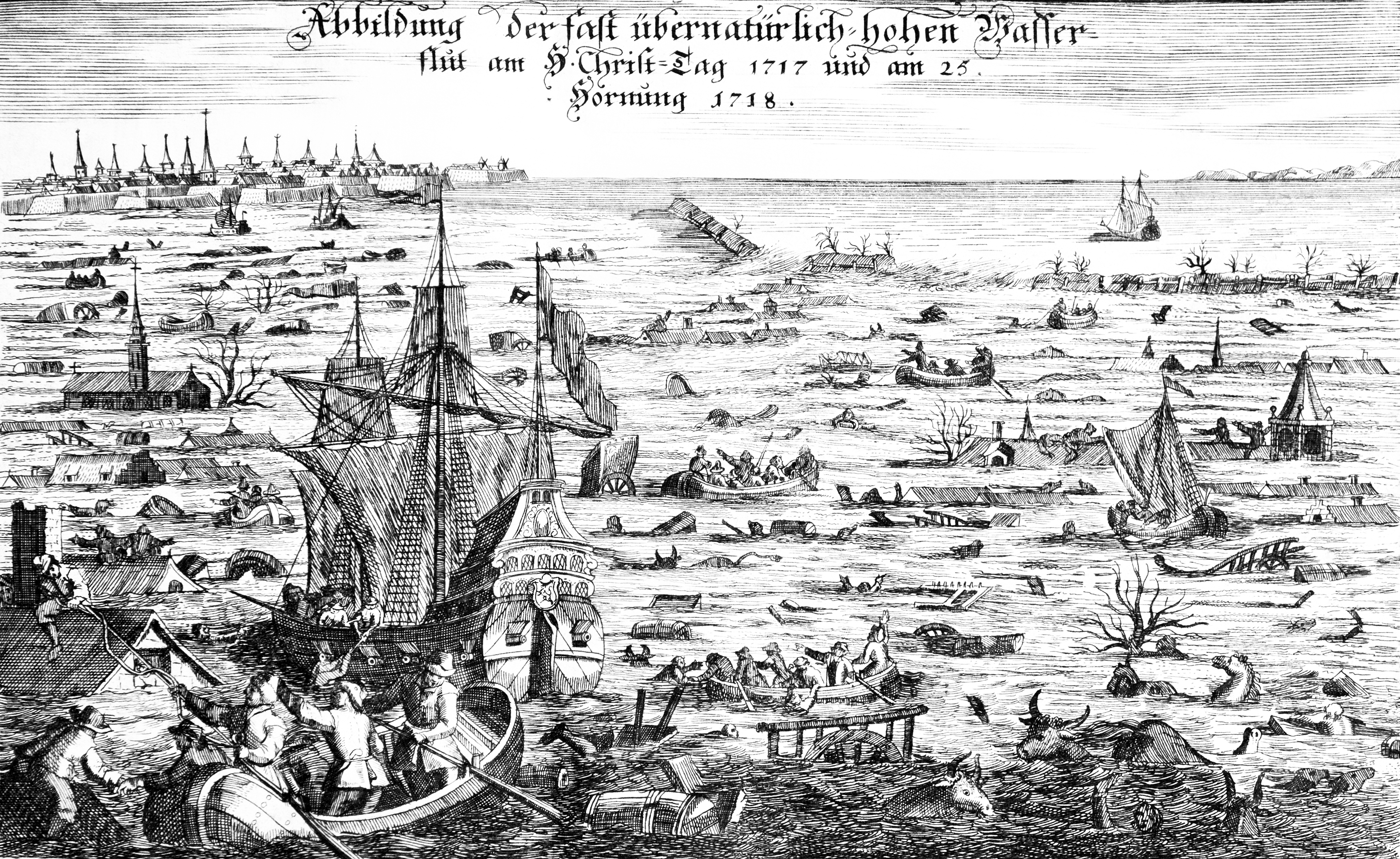
Les inondations de Noël